# Карпач, Андрей Сергеевич
Андрей Сергеевич Карпач (бел. Андрэй Сяргеевіч Карпач; 6 мая 1994, с. Малая Берестовица, Гродненская область, Белоруссия) — белорусский борец вольного стиля, призёр чемпионата Европы. Мастер спорта Республики Беларусь международного класса.

## Спортивная карьера
Андрей Карпач — воспитанник берестовицкой районной СДЮШОР профсоюзов. Вольной борьбой занимался с первого класса, в первый же день сломал руку, но по словам Андрея из-за его первого тренера Владимира Валейчика понял что борьба стала смыслом его жизни. Выступая за берестовицкую школу дважды стал призёром чемпионата Европы, один раз по кадетам, еще один раз по молодёжи U23. После перешел в ШВСМ города Гродно, занимался под руководством Александра Ясгульда. В 2015 году уступил бронзовую медаль на всемирных военных играх 2015 Мухаммаду Надери из Ирана. В мае 2018 года стал бронзовым призёром чемпионата Европы в Каспийске, одолев в схватке за бронзу Заура Эфендиева, представлявшего Сербию. Чемпионат мира 2018 года пропустил из-за травмы.

## Спортивные результаты на крупных международных соревнованиях
- Чемпионат Европы по борьбе U23 2015 — ;
- Летние Всемирные военные игры 2015 — 5;
- Чемпионат Европы по борьбе U23 2016 — 7;
- Чемпионат мира среди военнослужащих 2016 — ;
- Чемпионат мира среди военнослужащих 2017 — ;
- Чемпионат Европы по борьбе U23 2017 — 5;
- Чемпионат мира по борьбе U23 2017 — 10;
- Чемпионат Европы по борьбе 2018 — ;
- Чемпионат Европы по борьбе 2019 — 5;
- Чемпионат мира по борьбе 2019 — 30;
- Чемпионат Белоруссии по вольной борьбе 2023 — ;